# Gissur Ísleifsson
Gissur Ísleifsson (1042-1118) fue el segundo obispo católico de Skálholt, Árnessýsla, Islandia, entre 1082 y 1118.
Era hijo del primer obispo de Skálholt, Ísleifur Gissurarson, y siguió la misma trayectoria misionera durante 36 años. Su figura histórica aparece en un relato corto propio Gísls þáttr Illugasonar y la saga de Kristni, donde se aprecia una notable influencia en la vida social y política de la isla.
Hungurvaka, le presenta como un hombre con presencia, fuerte y sabio. Viajó mucho con su esposa Steinunn al extranjero, también durante su peregrinación a Roma donde visitó al Papa Gregorio VII que le recomendó visitar al arzobispo Hardvigs de Magdeburg, pero en 1080 supo de la muerte de su padre y regresó a Islandia al verano siguiente para ser ordenado obispo y la cita tuvo que aplazarse hasta 1082. Como obispo fue impulsor del diezmo que se aprobó en el Althing de 1097. 

## Herencia
Se casó con Steinunn Þorgrímsdóttir (n. 1032), hija de Þorgrímur hæ Þorsteinsson (n. 1010) de Borgarhöfn, Kalfafellsstadur, Austur-Skaftafellssýsla. Fruto de esa unión nacerían seis hijos:
- Böðvar Gissurarson (n. 1062).
- Ásgeir Gissurarson (n. 1064).
- Þórður Gissurarson (n. 1068).
- Teitur Gissurarson (1070 - 1110).
- Jón Gissurarson (n. 1072).
- Gróa Gissurardóttir (n. 1075), que sería la esposa del obispo de Hólar, Ketill Þorsteinsson.[4]